# Roestem Oemjerov
Roestem Enverovytsj Oemjerov (Oekraïens: Рустем Энвер огълу Умеров, Krim-Tataars: Rustem Enver oğlu Umerov) (Samarkand, 19 april 1982) is een Oekraïens politicus. Hij was van 6 september 2023 tot 17 juli 2025 minister van Defensie van Oekraïne.
Oemjerov is lid van de liberale politieke partij Holos en plaatsvervangend hoofd van de permanente delegatie bij de Parlementaire Vergadering van de Raad van Europa als een afgevaardigde van de Krim-Tataarse gemeenschap. 

## Biografie
Oemjerov werd in 1982 geboren in Samarkand, een stad in Sovjet-Oezbekistan en is van Krim-Tataarse afkomst.  In 1944 werd zijn familie samen met de Krim-Tataren onder Stalin merendeels gedeporteerd van de Krim naar Oezbeekse Socialistische Sovjetrepubliek, officieel omdat zij gecollaboreerd zouden hebben met de Duitsers. Als kind verhuisde hij met zijn familie weer terug naar de Krim. 
Tijdens zijn middelbareschooltijd nam Oemjerov deel aan het Future Leaders Exchange-programma dat werd gefinancierd door het Amerikaanse ministerie van Buitenlandse Zaken. Als uitwisselingsstudent woonde hij in een gastgezin en bezocht hij een Amerikaanse school voor een academisch jaar. Oemjerov behaalde een bachelordiploma in economie en een masterdiploma in financiën aan de nationale academie voor management in Kyiv.
In 2013 richtte Oemjerov samen met zijn broer een investeringsmaatschappij op en investeerde in telecommunicatie, IT, glasvezelnetwerken en -infrastructuur.  Van juli 2019 tot september 2022 was Oemjerov parlementslid van de liberale politieke partij Holos. Sinds december 2020 is Oemjerov regeringsfunctionaris en medevoorzitter van het diplomatieke initiatief van het Krimplatform, een internationale, diplomatieke organisatie gericht op het agenderen van de situatie op de Krim.  
In september 2022 benoemde de Verchovna Rada, het Oekraïense parlement, hem tot hoofd van het Ukraine State Property Fund. Hij kreeg lof voor de manier waarop hij de corruptie bij deze privatisering aanpakte.   Oemjerov staat te boek als iemand die hard optreedt tegen corruptie. Tijdens de eerste periode van de Russische invasie in zijn land nam hij deel aan de vredesbesprekingen in maart 2022. Hij speelde een belangrijke rol bij het repatriëren van krijgsgevangenen, waaronder door Rusland gevangengenomen strijders uit het Azovbataljon bij de Slag om Marioepol.  Daarnaast was hij betrokken bij het tot stand komen van de graandeal.
Oemjerov werd begin september 2023 voorgedragen door president Volodymyr Zelensky als minister van defensie van Oekraïne. Na goedkeuring door het Oekraïense parlement is hij aangetreden als opvolger van Oleksij Reznikov, die moest aftreden wegens corruptie op zijn ministerie. Zijn ambtsperiode kwam bij de kabinetsherschikking van 17 juli 2025 ten einde.